# Gennaro Abbate
Gennaro Abbate (auch: Gennaro Maria Abbate und Gennaro Michele Abbate;* 1. April 1874 in Bitonto; † 11. September 1954 in Squinzano) war ein italienischer Dirigent und Komponist.

## Leben
Gennaro Maria Abbate begann seine Ausbildung bei seinem Vater Biagio Abbate. Er studierte in Neapel am Conservatorio San Pietro a Majella di Napoli in der Kompositionsklasse von  Niccolò Van Westerhout. Nach dem Studium arbeitete er als Dirigent. 1895 ersetzte er seinen erkrankten Vater bei einer Aufführung von Lucia di Lammermoor. Es war ein großer Erfolg. Von da an erhielt er viele Engagements im In- und Ausland, wie in den Niederlanden, Sankt Petersburg, Ägypten und Südamerika. 1902 wurde bei einem Besuch König Viktor Emanuels III. im Beisein des Zaren Nikolaus II. unter Abbiates Leitung seine Oper Matelda aufgeführt. 1907 leitete er in Malta eine Aufführung in Gegenwart Edward VII. Am 14. April 1910 leitete er in Reggio nell’Emilia die Uraufführung der Oper Patria von Guglielmo Mattioli (1857–1924). Im Juli 1920 dirigierte er eine Aufführung der Oper Norma im Amphitheater von Mailand. 40 Jahre lang war er einer der erfolgreichsten italienischen Dirigenten. Sein Bruder Ernesto Abbate war Leiter der Banda von Squinzano. Er erkrankte schwer im Februar 1932 und rief Gennaro zu sich, um ihn zu überreden die Banda zu übernehmen. Daraufhin verzichtete Gennaro auf seine internationale Dirigentenkarriere und übernahm als Nachfolger Ernestos die Banda noch zwanzig Jahre bis zu seinem eigenen Tod 1954. Im April 1934 verstarb Ernesto.

## Werke
Er schuf Opern, Operetten, sinfonische Musik und Kammermusik.

### Opern

#### Matelda
Conto cavalleresco in einem Akt und zwei Bildern.
Libretto: Valentino Soldano
Uraufführung: 4. November 1922 in Charkiw
Publiziert bei L. & C. Crescini 1906

#### Weitere Opern
- La Vandea, Sujet nach einer Episode des Romans 1793 von Victor Hugo[5]
- Sanzio
- Capitano Martin
- Madamisella di la Vallière, Sujet nach dem Roman Louise De La Valliere von Alexandre Dumas[5]

### Operetten

#### La stella del Canada
Operette in drei Akten. Text: Emilio Reggio. Uraufführung am Teatro Marrucino, Chieti, 1921 oder am Teatro Bellini, Neapel 1921
Inhalt: Giorgio Ardal, ein reicher Lord, beschloss, sich in ein Kloster zurückzuziehen. Er veranstaltet ein großes Abschiedsfest. Miss Oda Landerson,  die Primadonna der Londoner Oper am Covent Garden, genannt der Stern von Kanada, ist der Star des Abends. Giorgio schließt eine Wette um die Sängerin ab, in der er sein ganzes Vermögen einsetzt. Oda erfährt von der Wette und verlässt empört die Feier, obwohl sie sich in Giorgio verliebt hatte. Daher verliert dieser sein ganzes Vermögen. Ein paar Monate befinden sich Giorgio und Macabeo ohne Geld in Nizza. Auch Oda befindet sich in Nizza. Nach einigen Turbulenzen findet sic das Paar doch noch.

#### Weitere Operetten
- Cuor di rubino
- Le tre Grazie, 1925, Aufführung 1926 im Apollo-Theater in Bologna[8]
- Elcantadora
- Riri, La sovrana die monelli. Musik: Gennaro Abbate und Gino Murgi. Text: Emilio Reggio[9]

### Sinfonische Dichtungen
- Visione epica
- Cascata alpina
- Sinfonia italiana
- Fantasia rapsodica
- Via della gloria

### Werke für Banda
- Anime Vaganti (1949) marcia sinfonica
- Ansie...affanni...e. Giubilio (1951) marcia sinfonica
- Il trionfo. Marcha sinfonico. Publiziert in Noercera inferiore bei Santillo
- La nidiata, poema descrittivo
- Marcia in do minore (1939) marcia sinfonica
- [10] Memento, marcia funebre in memoria del fratello Ernesto, scomparso prematuramente nel 1934
- Quadro romantico. Marcia sinfonica. Publiziert in Florenz bei Saporetti & Cappelli, 1954[11]
- Cow Boy. Marcia caratteristica
- Chanson-Serenade. Publiziert bei E.F. Bogani in Mailand
- [12] Poemetto sinfonico

### Werke für Gesang und Klavier
- Inno di Guerra [Kriegshymne].Für Gesang und Klavier. Text: Valentino Soldani. Publiziert 1915 bei C.F. Boldro in Mailand[13]
- Mattinale. Text: Valentino Soldani[14]

## Digitalisate
1. ↑  La stella del Canada als Digitalisat bei https://www.internetculturale.it/